# Berlin-Prenzlauer Berg
Prenzlauer Berg is een stadsdeel binnen het district Pankow in Berlijn. Tot 1 januari 2001 was het nog een zelfstandig district binnen Berlijn.

## Ligging
Prenzlauer Berg grenst in het noorden aan Pankow en Weißensee, in het oosten aan Fennpfuhl en Lichtenberg, in het zuiden aan Friedrichshain en in het westen aan Gesundbrunnen en Mitte.
In het noordoosten ligt het Volkspark Prenzlauer Berg, waar een heuvel ligt die 91 meter hoog is.

## Indeling
Door de grote aantal uitvals- en ringwegen die het stadsdeel doorkruisen, wordt Prenzlauer Berg verdeeld in verschillende buurten, plaatselijk „Kieze“ genoemd. Zij hebben bijna allemaal een plein als centrum. Deze onderverdeling is niet administratief van aard, maar wel gangbaar in het dagelijkse spraakgebruik.

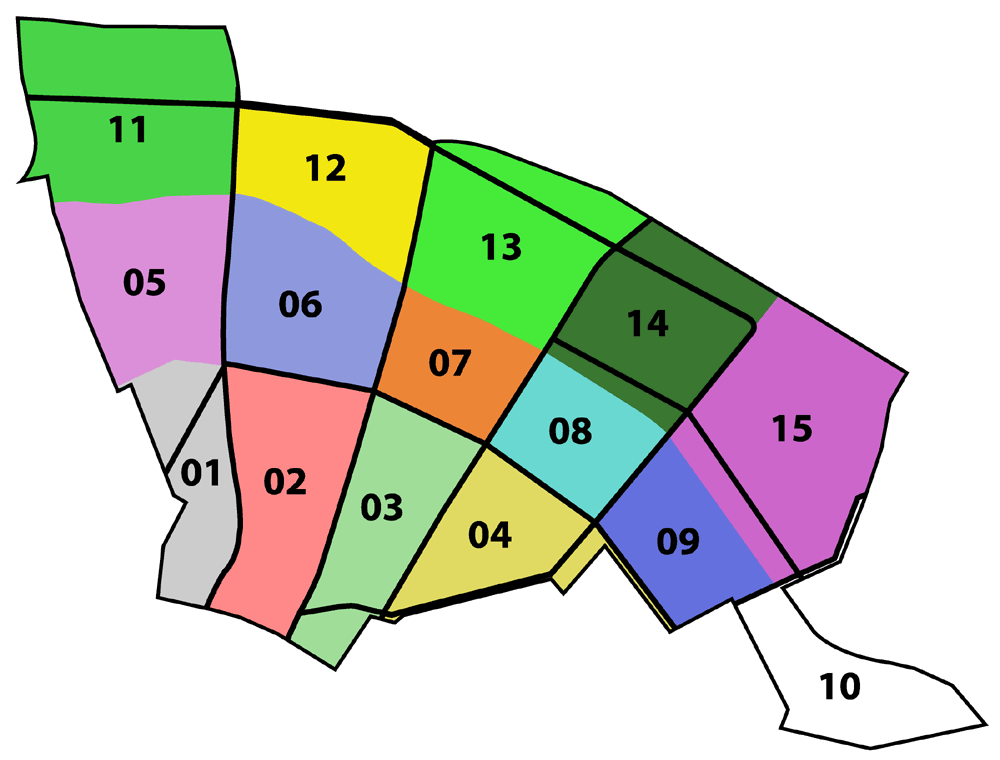
Buurten van Prenzlauer Berg

| Ten zuiden van de Danziger Straße                    | |
| 01                                                   | het met Rosenthaler Vorstadt verbonden gebied Teutoburger Platz met de noordelijke Kastanienallee                                     |
| 02                                                   | de Kollwitzkiez rond de Kollwitzplatz                                                                                                 |
| 03                                                   | het Winsviertel rond de Winsstraße |
| 04                                                   | het Bötzowviertel rond de Bötzowstraße en de Arnswalder Platz                                                                         |
| Tussen de Danziger/Eberswalder Straße en de Ringbahn | |
| 05                                                   | het Gleimviertel rond de Gleimstraße en de Falkplatz                                                                                  |
| 06                                                   | de Helmholtzkiez rond de Helmholtzplatz en de Pappelallee, ook LSD-Viertel – genoemd naar de Lychener, Schliemann- en Dunckerstraße . |
| 07                                                   | het Thälmannpark , met een woongebied van de jaren 1980                                                                               |
| 08                                                   | de Grüne Stadt met woningen uit de jaren 1930 rond het Anton-Saefkow-Park.                                                            |
| 09                                                   | het gebied rond de velodroom aan de Conrad-Blenkle-Straße.                                                                            |
| 10                                                   | het gebied van het oude slachthuis |
| Ten noorden van de Ringbahn                          | |
| 11                                                   | het Nordische Viertel rond de Arnimplatz                                                                                              |
| 12                                                   | gebied rond de Humannplatz en de Stahlheimer Straße                                                                                   |
| 13                                                   | uit de jaren 1920 tot de jaren 1950 daterend woongebied Ostsee-/Grellstraße                                                           |
| 14                                                   | gebied Greifswalder/Michelangelostraße                                                                                                |
| 15                                                   | het Blumenviertel rond de Syringenplatz, dat nabij het Volkspark Prenzlauer Berg bebouwd is met gezinswoningen.                       |

## Geschiedenis

### Ontstaan
In de dertiende eeuw kapten boeren het bos al om daarna als landsbouwgrond te bewerken. Er werd ook aan wijnbouw gedaan tot de zeer koude winter van 1740/41. Rond 1800 waren er alleen velden en een paar windmolens.  
Het gebied kwam pas na 19 november 1808 in de invloedssfeer van Berlijn terecht, toen in Pruisen een nieuwe stadsverordening werd uitgevaardigd. Volgens deze stadsverordening bleef de omgeving van een stad zelfstandig, maar was het stadsrecht en dus ook de gehele wetgeving en het belastingrecht nu van toepassing. De boeren kregen het moeilijker om economisch te overleven en landbouwgrond werd omgezet in bouwgrond. In 1872 brandden de laatste twee windmolens af. 
In 1827 werd er een ontwikkelingsplan opgesteld dat in 1829 afgewerkt werd en het jaar daarop goedgekeurd werd door koning Frederik Willem III. Omdat het plan voorzag in veel grote straten en pleinen en de daarvoor benodigde grond zonder compensatie door de boeren ter beschikking moest worden gesteld, mislukte het plan in de daaropvolgende jaren vanwege hun verzet. De gebieden in het noordoosten van Berlijn, die tegenwoordig Prenzlauer Berg vormen, werden tussen 1829 en 1831 bij Berlijn ingelijfd. Het gebied ten oosten van de Prenzlauer Allee werd toegewezen aan de historische wijk Königsstadt en het gebied ten westen van de Prenzlauer Allee werd gevormd tot een nieuwe wijk, de Rosenthaler Vorstadt. Het gebied werd in vijf delen verdeeld.
Omdat de bevolking van de stad Berlijn tussen 1830 en 1840 sterk bleef groeien (van 250.000 naar 330.000 inwoners), publiceerde de magistraat in 1840 een plan van de landschapsarchitect Peter Joseph Lenné, dat voorzag in een groteringboulevard op slechts een paar honderd meter ten noorden van de bestaande stadsmuren. Als landschapsarchitect plande Lenné zeer uitgebreid, zonder na te denken over de economische belangen van de grondeigenaren. Dus ook dit plan was gedoemd te mislukken. Slechts een paar jaar later doorkruisten de eerste spoorlijnen de geplande boulevard, en de industrialisatie versnelde de groei van de stad, die groeide van 330.000 inwoners tot 430.000 inwoners in de jaren 1840.
Aan het begin van de jaren 1850 verzamelde de toenmalige bouwinspecteur Köbicke alle oudere plannen. Hij constateerde dat er veel onjuistheden waren en dat de indeling van de omgeving in vijf plangebieden niet voldoende was. Köbicke verdeelde de omgeving in 14 planningsafdelingen. Dit nieuwe plan voorzag in een uitbreiding van de stad tot aan de grenzen van het Weichbild en een ruw wegennet met straatbreedtes van 19 tot 68 meter in de gebieden die nu tot Berlijn behoorden.
Vanaf de jaren 1840 bouwden de eerste Berlijners aanvankelijk op de gebieden dicht bij de stad met kleine huizen van twee verdiepingen, waarvan ze de zolders later uitbreidden om meer leefruimte te creëren. Maar al aan het einde van de jaren 1850 werden deze gebouwen over de gehele breedte van het perceel uitgebreid, dieper gebouwd en uitgebreid tot vier verdiepingen. In de jaren 1860 werden de laatste gaten langzaam dichterbij, zodat er tot 300 meter van de stadsmuur gesloten rijen huizen van vier verdiepingen werden gebouwd. In deze tijd werden individuele gebouwen die nog bestonden geleidelijk gesloopt en vervangen door grotere gebouwen. De gevels waren eenvoudig en hadden weinig versieringen en zelden balkons. Achter de voorgebouwen werden nu boerderijgebouwen en werkplaatsen gebouwd, die vervolgens werden uitgebreid tot twee verdiepingen en via een zijvleugel met de voorbouw werden verbonden. De autoriteiten verboden het gebruik ervan als woonruimte echter nog grotendeels. Pas in de jaren 1870 werden achtergebouwen met meerdere verdiepingen en zijvleugels gemeengoed als woonruimte. Ze bereikten echter pas in de jaren 1880 hun volledige hoogte en tot de eeuwwisseling was dit type constructie standaard.
Nadat Berlijn hoofdstad werd van het Duitse Keizerrijk in 1871  en vijf miljard goudfranken herstelbetaling kreeg na de Duits-Franse Oorlog werd Berlijn uitgebreid. Na de Gründerkrach kwam er een recessie en werd er minder gebouwd. Halverwege de jaren 1890 herstelde de bouwsector zich en rond de eeuwwisseling bereikten de gebouwen de Danziger Straße. De investeerders lieten de nieuw ontwikkelde percelen zeer dicht bebouwen, zodat ze aan het einde van de 19e eeuw genoodzaakt waren enkele beperkingen op te leggen in de bouwvoorschriften. In 1887 verbood de magistraat de bouw van kelderappartementen (er waren ongeveer 100.000 van dit soort appartementen in heel Berlijn), en in 1897 waren er voor het eerst voorschriften voor grotere binnenplaatsen, zodat nu meestal twee aangrenzende panden een binnenplaats deelden om aan de eisen te voldoen. De wijdverbreide praktijk van het herbouwen van een binnenplaats met twee zijvleugels werd zo voorkomen. Toch mocht twee derde van het terrein nog bebouwd worden, en deze grens was zelfs driekwart voor reeds bebouwde grond.
In de jaren rond 1900 was er weer sprake van een sterke bouwactiviteit. Tussen 1895 en 1910 werden er jaarlijks ongeveer 100 nieuwe huizen gebouwd, en nu waren ook de zijstraten dichtbebouwd. In deze tijd gingen de huizen steeds meer op elkaar lijken en ontstond het typische Prenzlauer Berg-huis: het 18 meter brede pand werd over de volle breedte gebouwd met een voorgebouw van vijf verdiepingen, waarvan de begane grond winkels huisvestte. Daarboven bevonden zich twee appartementen per verdieping, waarvan er één een langwerpige kamer had die uitstak in de zijvleugel en daar licht ontving van een raam; tegenwoordig staan deze kamers bekend als de "Berlijnse kamer". In het achtergebouw waren er meestal vier appartementen per verdieping voor armere delen van de bevolking. In totaal bestond zo'n huis uit één tot twee winkels en 30 tot 40 appartementen. Hoe meer de structuur van de huizen leek, hoe meer ze individueel waren ingericht. De opkomende industriële productie van diverse gestandaardiseerde en dus bijpassende tegels zorgde ervoor dat elk huis een ander effect had.
De Ringbahn, die in 1877 voltooid was, als verbinding tussen de eindstations van Berlijn, werd nu een onderdeel van het lokale vervoerssysteem. In 1892 werd de spoorlijn al door 30 miljoen passagiers gebruikt. Toch was deze spoorlijn geen snelle verbinding met het stadscentrum. Er waren enkele buslijnen die door paarden getrokken werden. In 1913 werd dan de verhoogde spoorlijn geopend. Door het uitbreken van de Eerste Wereldoorlog werd er enkele jaren niet gebouwd in het gebied. 

### Fusie tot Groot-Berlijn
Op 1 oktober 1920 werd na een strijd van tien jaar Berlijn samengevoegd met een hele reeks omliggende gemeenten en steden. Berlijn werd nu na Los Angeles de grootste stad ter wereld qua oppervlakte en moest qua inwonersaantal, op dat moment 3,8 miljoen, enkel Londen en New York voor laten gaan. De stad werd in 20 districten verdeeld waaronder Prenzlauer Tor (District IV) dat 300.000 inwoners telde. Een jaar later werd de naam gewijzigd in Prenzlauer Berg. Vanaf het midden van de jaren 1920 was er weer een toenemende bouwactiviteit, voornamelijk ten noorden van de Ringbahn. 
De gebouwen uit deze periode zijn heel anders dan de gebouwen uit de tijd van voor de Eerste Wereldoorlog. Bij het ontwerp van de nieuwe gebouwen is bijzondere aandacht besteed aan de sociale aspecten; Ze zijn ontworpen met als doel de levensomstandigheden van de mensen die er wonen te verbeteren.
Door de wereldwijde crisis kwam er een einde aan de nieuwe bebouwing. Er woonden destijds zo'n 325.000 mensen in 100.000 appartementen en Prenzlauer Berg was destijds een van de dichtstbevolkte gebieden ter wereld. 
Nadat de NSDAP aan de macht kwam werden tegenstanders van het regime in een zogenaad concentratiekamp gemarteld en vermoord. Het aantal joodse inwoners daalde van meer dan 20.000 naar 10.000 in 1939 en straten die naar Joden vernoemd waren kregen een nieuwe straatnaam. Joodse kinderen mochten niet meer naar openbare scholen.

### Naoorlogse periode
Tijdens de Tweede Wereldoorlog bleef Prenzlauer Berg grotendeels gespaard vergeleken met andere districten. Ongeveer 10% van de bebouwing werd volledig verwoest. Door de bouw van de Berlijnse Muur werd het gebied nu een grensregio.
Terwijl in Mitte door de DDR-regering grote regeringsgebouwen werden neergezet en aan de buitenkant van Berlijn flatwijken ontstonden als Marzahn en Hohenschönhausen, werd de oude arbeiderswijk Prenzlauer Berg verwaarloosd. De grijze huurkazernes met binnenhoven en achterhuizen werden gaandeweg het domein van studenten, kunstenaars en "Alternativen". Deze "Alternativen" werden door het DDR-regime gedoogd. Vele gezinnen verlieten de wijk om te verhuizen naar modernere prefabappartementen. 
Op 9 november 1989 werd de grensovergang naar West-Berlijn aan de Bornholmer Straße als eerste geopend. Ten tijde van de val van de Muur woonden er zo'n 145.000 mensen in Prenzlauer Berg, de helft van wat er in de jaren 1920 woonde.
Na 1989 profiteerde de wijk van de centrale ligging en de "alternatieve" bevolking, en oefende een grote aantrekkingskracht uit op nieuwe winkels en trends. De voormalige joodse wijk rond de Schönhauser Allee werd in ere hersteld met de restauratie van de synagoge aan de Rykestraße. Deze gentrificatie van Prenzlauer Berg bracht echter ook de nodige sociale problemen met zich mee.
In de wijk bevindt zich het Volkspark Prenzlauer Berg alsmede het Velodrom waar jaarlijks de Zesdaagse van Berlijn plaatsvindt.

## Verkeer

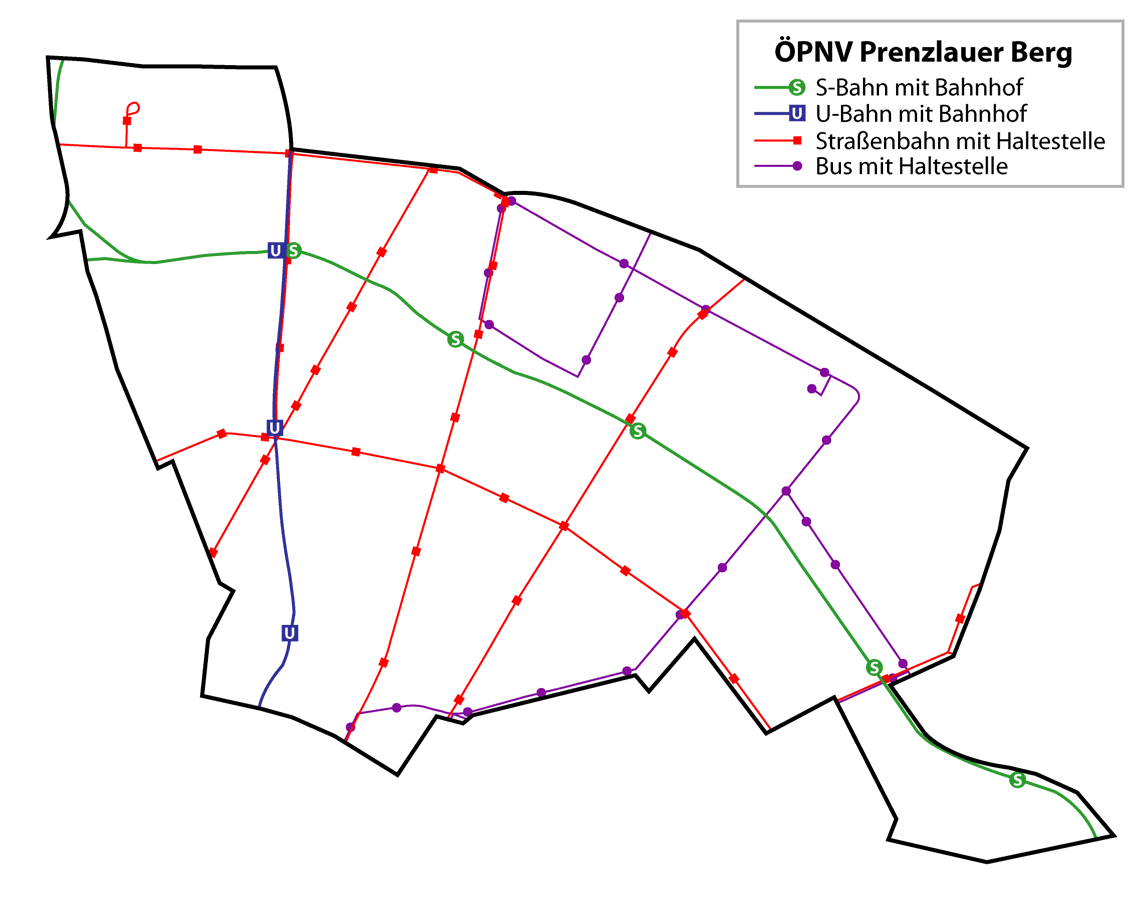
Openbaar vervoer in Prenzlauer Berg

Prenzlauer Berg ligt aan de Ringbahn en wordt bediend door de S-Bahn, die vijf stations telt: Schönhauser Allee, Prenzlauer Allee, Greifswalder Straße, Landsberger Allee en Storkower Straße. Aan de eerste vier stations kan overgestapt worden op de tram, aan de Schönhauser Allee ook op de metro.  
Metrolijn U2 heeft de stations Senefelderplatz, Eberswalder Straße en Schönhauser Allee en verloopt gedeeltelijk ondergronds maar overwegens als luchtspoor over de Schönhauser Allee, de belangrijkste winkelstraat van het stadsdeel. 
De tramlijn M1, M2, M4, M5, M6, M8, M10, M13 en 12 lopen door Prenzlauer Berg. De fietsroute Berlin-Usedom loopt ook door het stadsdeel. 

## Sport
Het Friedrich-Ludwig-Jahn-Sportpark is een multifunctioneel stadion dat plaats biedt aan meer dan 19.000 toeschouwers. Door de jaren heen werd het stadion vaak gebruikt voor voetbalclubs uit andere stadsdelen die doordat ze in hogere reeksen speelden een groter stadion nodig hadden. Voorbeelden zijn VSG Altglienicke, Berliner AK 07, Türkiyemspor Berlin, 1. FC Union Berlin, BFC Dynamo en FC Viktoria 1889 Berlin. Het stadion heeft ook een kleiner stadion ter beschikking dat gebruikt wordt door SV Empor Berlin, deze club speelde sinds 2008 onafgebroken in de Berlin-Liga (stand 2024/25). 
In de Max-Schmeling-Halle speelt handbalclub Füchse Berlin, die eigenlijk afkomstig zijn uit Reinickendorf. Van 1996 tot 2008 speelde ook basketbalclub Alba Berlin in de hal en behaalde hier acht landstitels. 
Op de Tesch-Sportplatz spelen SG Nordring 1949, een opvolger van Berliner FC 1893 en SG Rotation Prenzlauer Berg.
BFC Hertha 1892, het huidige Hertha BSC is afkomstig uit Prenzlauer Berg en speelde op een terrein in de buurt van het Friedrich-Ludwig-Jahn-Sportpark tot ze in 1904 verhuisden naar Gesundbrunnen. De amateurs van Hertha gebruiken het stadion in Prenzlauer-Berg nog gedeeltelijk.